# A farkasember (film, 1941)
A farkasember (eredeti cím: The Wolf Man) 1941 egy fekete-fehér amerikai horror klasszikus filmalkotás. A főszereplő Lon Chaney Junior, rendezte George Waggner.

## Szereplők
- Lon Chaney Junior – Farkasember, Lawrence Talbot
- Claude Rains – Sir John Talbot
- Evelyn Ankers – Gwen Conliffe
- Warren Williams – Dr Lloyd
- Ralph Bellamy – Colonel Montford
- Lugosi Béla – Béla, a cigányember
- Maria Ouspenskaya – Maleva, a cigányasszony

## Cselekmény
Lawrence Talbot testvére temetésére hazautazik apja, Sir John Talbot walesi birtokára. Egyik éjszaka egy farkasember megtámadja és harapásától ő is elkapja a kórt. Minden éjszaka vadállattá változik és tudatán kívül szeretteit is képes megölni, majd reggel újra emberi énjében ébred fel...